# RQ-2 Pioneer
RQ-2 «Pioneer» — тактический разведывательный БПЛА. Совместная американо-израильская разработка. Основные функции БПЛА: наблюдение и целеуказание.

## История
После войны в Ливане и успешного использования в ней Израилем небольших разведывательных БПЛА командование ВМС США проявило интерес к беспилотным разведывательным аппаратам. Была предложена программа разработки разведывательного БПЛА морского базирования.
В 1985 году был подписан контракт с фирмой Pioneer UAV Inc. на постройку RQ-2. Первый полёт совершил в декабре 1985 года.
В декабре 1986 года первые RQ-2 «Pioneer» поступили на вооружение линкора «Айова».

## Описание

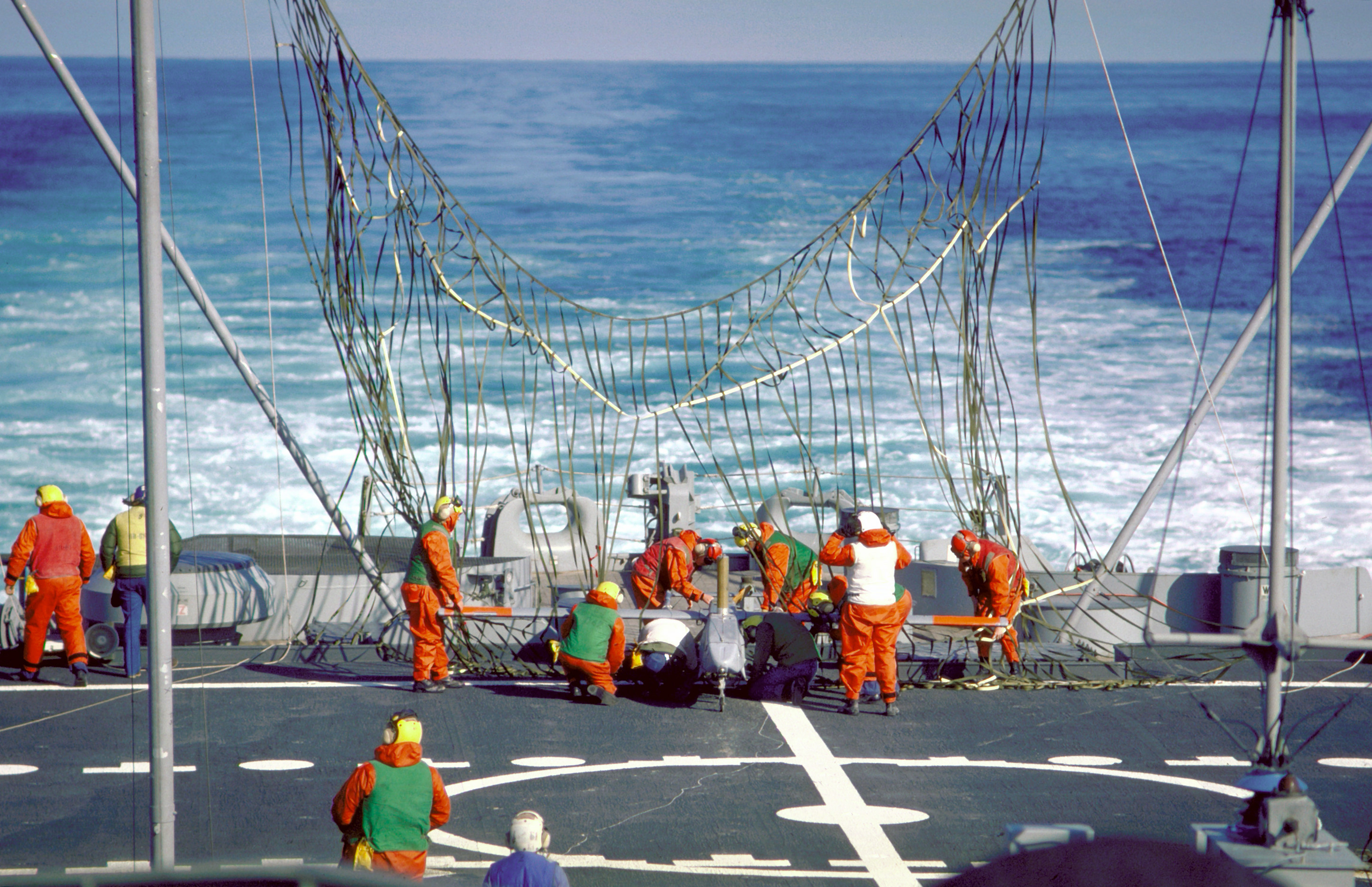
RQ-2 Pioneer на борту линкора «Айова» после посадки

Интересной особенностью посадки данного аппарата на корабль является его приземление в растянутую сеть. На БПЛА установлен двухтактный двухцилиндровый бензиновый двигатель внутреннего сгорания.

## ЛТХ

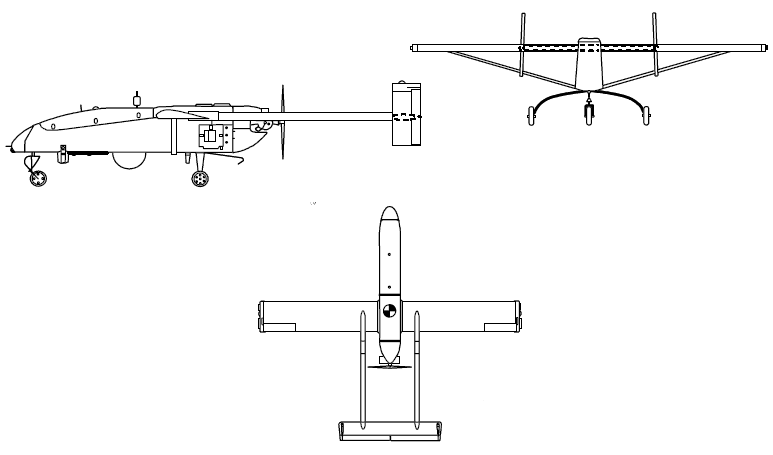
RQ-2B Pioneer

| Длина                    | 4,27 | м    |
| Масса                    | 189  | кг   |
| Размах крыла             | 5,15 | м    |
| Максимальная скорость    | 176  | км/ч |
| Дальность полёта         | 185  | км   |
| Продолжительность полёта | 5    | ч    |
| Практический потолок     | 4572 | м    |

## Варианты и модификации
- RQ-2A Pioneer — первая модель, производство начато в июле 1986 года;
- RQ-2B Pioneer
- RQ-2C Pioneer

## Страны-эксплуатанты
- Израиль[1]
- США:
  - армия США — с 1986 года[2]
  - ВМС США — 35 RQ-2B по состоянию на 2022 год[3]
  - корпус морской пехоты США — с 1987 года
- Сингапур

## Боевое применение
- в 1990-1991-х годах шесть систем с составе 40 БПЛА RQ-2 участвовали в «войне в Персидском заливе», они совершили 545 боевых вылетов, из них более 300 в «Буре в пустыне», вражеским огнём было сбито 13 БПЛА, ещё 18 были повреждены[4][5];
- в 1999 году применялись в ходе войны НАТО в Югославии (в том числе, в Боснии и Косово), здесь были потеряны четыре RQ-2[6]
- применялись в войне в Ираке.